# Capillaroscopie

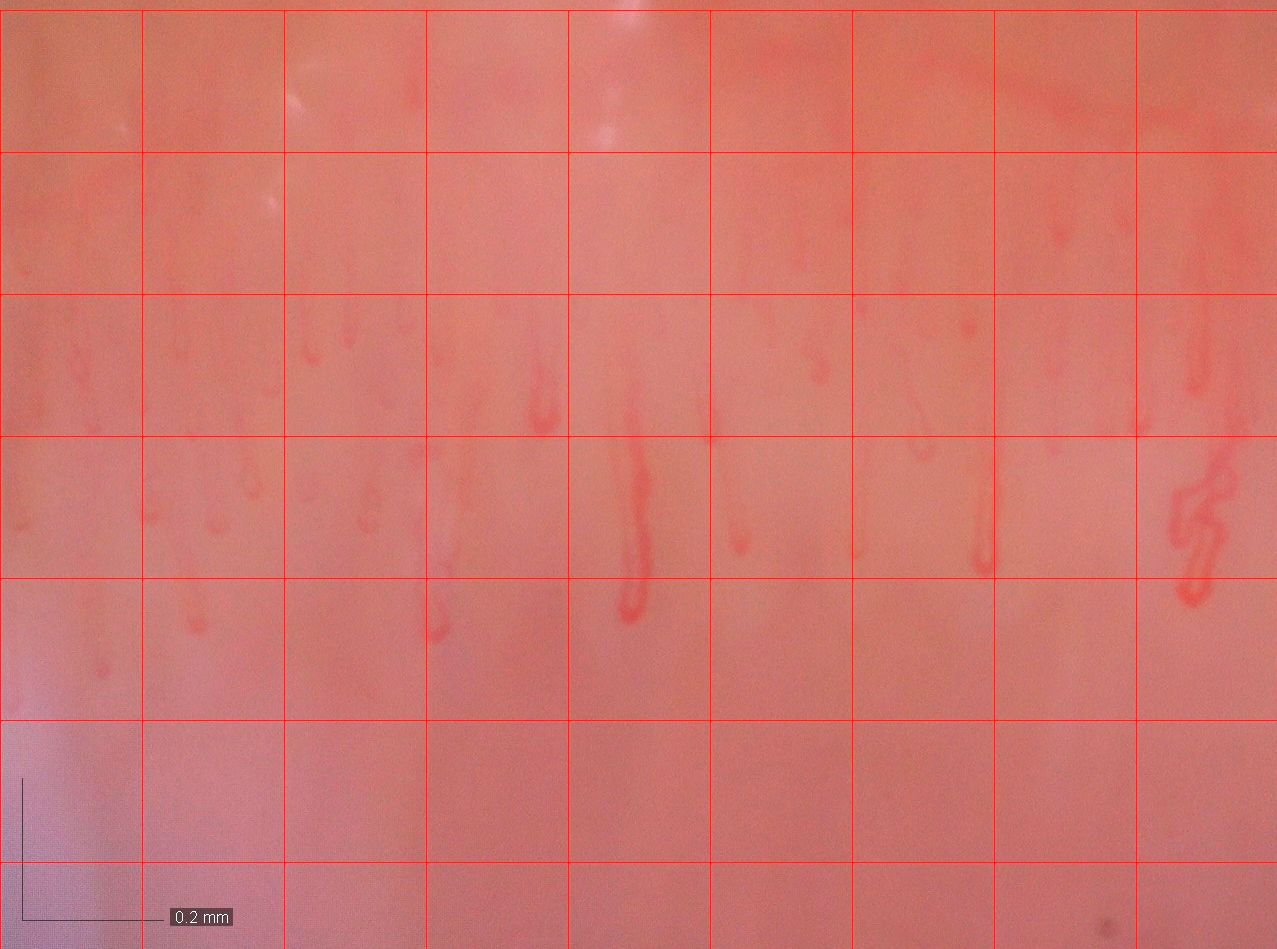
Capillaroscopie normale chez un patient atteint du phénomène de Raynaud

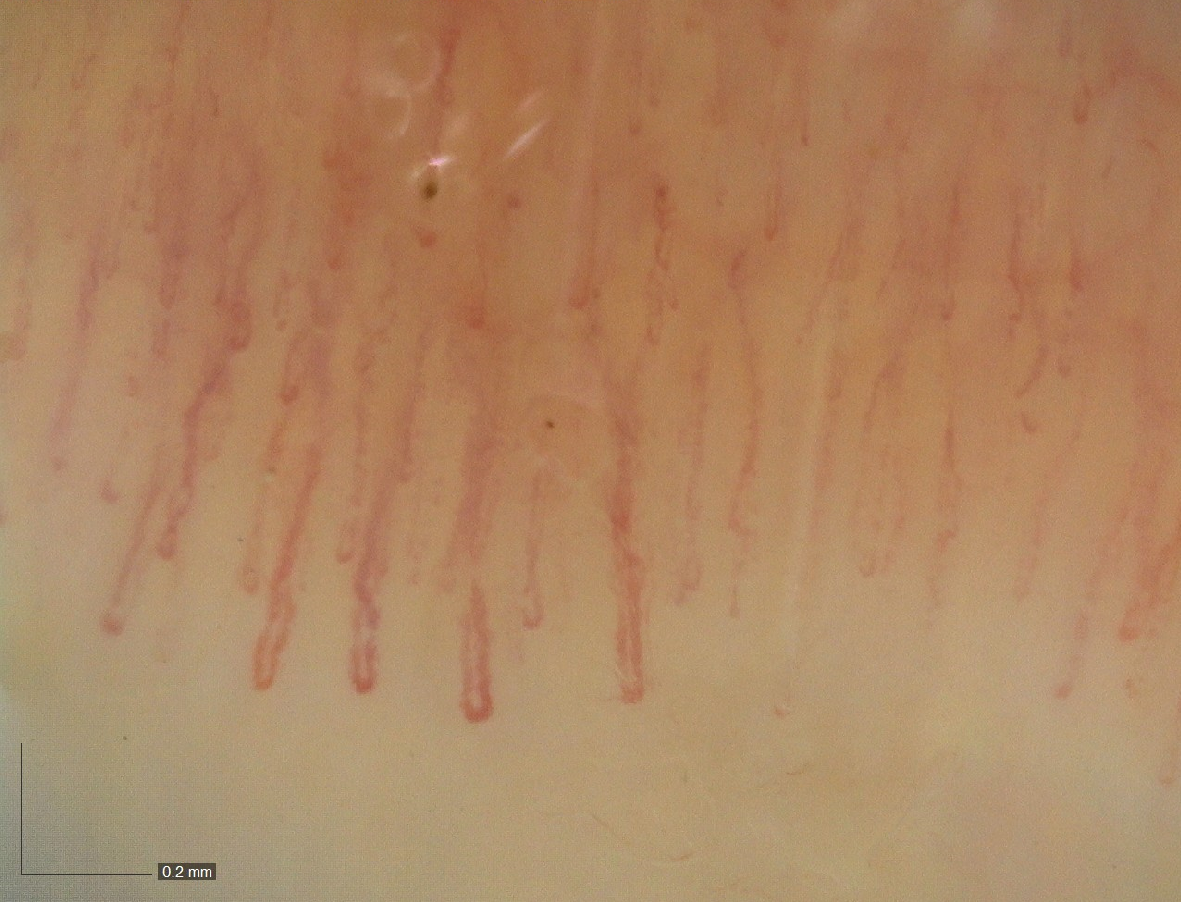
Capillaroscopie normale

La capillaroscopie est un examen pratiqué, dans un cabinet médical, par un angiologue (médecin spécialiste des pathologies de la circulation sanguine et lymphatique).
Cet examen consiste à observer la peau du rebord de l'ongle. Ainsi, il permet d'étudier l'aspect des capillaires sanguins (petites artères microscopiques) du pourtour de l'ongle.

## Déroulement de l'examen

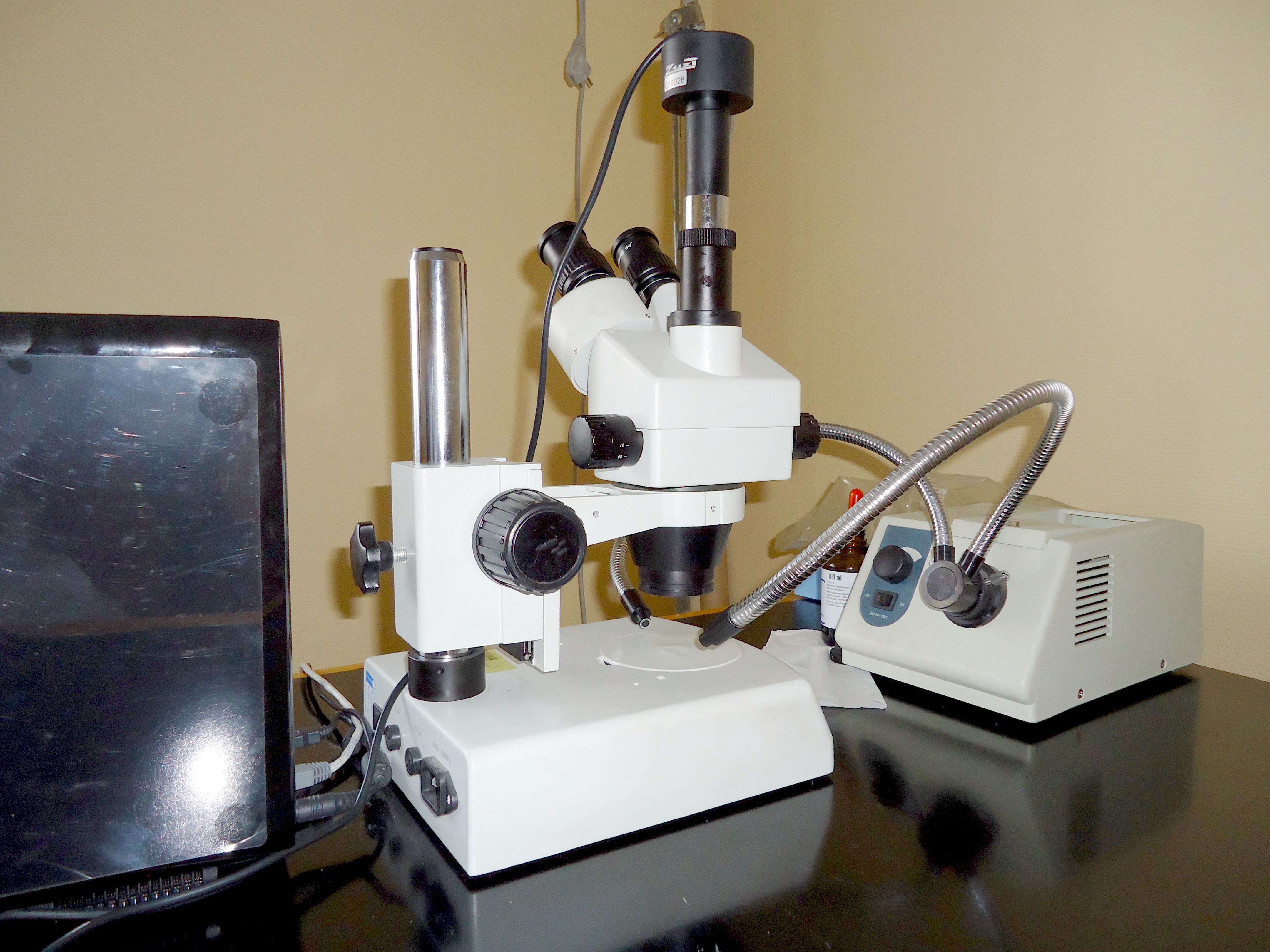
Capillaroscope connecté à un système d'enregistrement d'images.

C'est un examen simple et non douloureux.
Le patient s'assoit. Le médecin nettoie l'un des ongles avec une solution antiseptique. Puis, il dépose une goutte d'huile sur l'ongle et le place sous une plaque lumineuse. Il examine l'ongle sous un microscope appelé capillaroscope. Il fait de même pour chacun des ongles des doigts de la main.
En général, le médecin effectue des photographies qui lui permettront d'avoir un suivi diagnostique et thérapeutique de son patient.
Cet examen dure environ 20 minutes.

## Précautions particulières avant ou après l'examen
Les mains doivent être propres, les pieds aussi. Dans certaines conditions, le médecin examine le gros orteil.

## But de l'examen
Cet examen est essentiellement indiqué pour le diagnostic des acrosyndromes (trouble de la circulation des extrémités des doigts, des pieds et autres extrémités de l'organisme).
Il permet de diagnostiquer les phénomènes de Raynaud : syndrome de Raynaud et maladie de Raynaud.
Il permet également le diagnostic de vascularites et de connectivites telles que la sclérodermie.